# Evansula pygmaea
Evansula pygmaea is een eenoogkreeftjessoort uit de familie van de Cylindropsyllidae. De wetenschappelijke naam van de soort is voor het eerst geldig gepubliceerd in 1903 door Thomas Scott.